# Euathlus truculentus
Eulathlus truculentus, conocida comercialmente como tarántula chilena de fémur azul es una especie de araña migalomorfa de la familia de los terafósidos que habita América del Sur en una zona comprendida entre Argentina y Chile. Fue descrita por primera vez por C. L. Koch en 1875.

## Distribución
Esta especie es endémica de Argentina y Chile, presentando una amplia distribución en este último país.

## Descripción
Las hembras adultas poseen una tonalidad gris que predomina en todo su cuerpo. El abdomen presenta largos pelos grises y el cefalotórax un tono gris-blanquecino brillante. Las patas presentan una coloración azul-violeta en los fémures; en las patelas (rodillas) presentan 2 franjas rojizas muy marcadas. En Chile los individuos ubicados al norte de la Región de Coquimbo muestran una marcada coloración verdosa en los fémures a diferencia de la población ubicada al sur que presentan la tonalidad azul-violeta característica.
Los machos adultos presentan la misma coloración que las hembras, siendo el tono del prosoma un poco más brillante. Las patas de los machos son proporcionalmente más largas que en el caso de las hembras y el abdomen proporcionalmente más pequeño. Además los machos adultos presentan espolones tibiales en el primer par de patas y bulbos en los pedipalpos.
En el caso de ejemplares juveniles o subadultos el dimorfismo sexual es prácticamente inexistente.
El tamaño máximo de las hembras ronda los 14-15 cm con las patas extendidas, los machos son un poco más pequeños.

## Publicación original
- A. Ausserer (1875). «Zweiter Beitrag zur Kenntniss der Arachniden-Familie der Territelariae Thorell (Mygalidae Autor)». Verh. zool.-bot. Ges. Wien (en alemán) 25: 125-206.